# Arch Resources
Arch Resources — американская угледобывающая компания. По уровню добычи занимает в США второе место, уступая только Peabody Energy, с рыночной долей 12 %.

## История
Компания Arch Mineral была основана братьями Келс (Kelce) в 1969 году. Ранее братья Келс владели угольной компанией Sinclair Coal Company, которая в 1955 году объединилась с Peabody Coal Company. Братья сохранили контроль над объединённой компанией, но в 1968 году продали свою долю в ней. На вырученные средства и при финансовой поддержке Ashland Oil они 20 июня 1969 года основали новую угольную компанию. Первым добывающим активом стала шахта в Алабаме. Вскоре 50-процентную долю в компании приобрела семья нефтяных магнатов Хантов. Новые инвестиции позволило расширить деятельность в другие западные угольные штаты, в частности в Вайоминг. В 1984 году были куплены угледобывающее активы U.S. Steel.
Компания Arch Coal была образована в 1997 году путём слияния Arch Mineral и Ashland Coal (основана в 1975 году).
В январе 2016 года была начата процедура банкротства компании, которая закончилась в октябре того же года списанием 5 млрд долларов долгов Arch Coal. В 2020 году компания сменила название на Arch Resources.

## Деятельность
Arch Resources добывает уголь в штатах Вайоминг, Юта, Колорадо, Западная Виргиния, Виргиния и Кентукки. Общий объём добычи составил в 2008 году 137 млн тонн угля. Из угля компании вырабатывается приблизительно 6 % всей электроэнергии в США. Суммарные запасы компании составляют 2,8 млрд т угля.
По состоянию на 2022 год компания вела добычу на 7 шахтах в США, за год было добыто и продано 78 млн т. Покупателями угля компании являются металлургические комбинаты, тепловые электростанции и другие промышленные предприятия в США и других странах. Металлургический уголь добывается в основном в штате Западная Виргиния, а тепловой уголь — в штатах Вайоминг и Колорадо. Запасы угля на конец 2022 года составляли 928 млн т.